# Vonges
Vonges is een gemeente in het Franse departement Côte-d'Or (regio Bourgogne-Franche-Comté) en telt 313 inwoners (1999). De plaats maakt deel uit van het arrondissement Dijon.

## Geografie
De oppervlakte van Vonges bedraagt 4,6 km², de bevolkingsdichtheid is 68,0 inwoners per km².
De onderstaande kaart toont de ligging van Vonges met de belangrijkste infrastructuur en aangrenzende gemeenten.

## Demografie
Onderstaande figuur toont het verloop van het inwonertal (bron: INSEE-tellingen).